# TRUE DETECTIVE
『TRUE DETECTIVE』（トゥルー・ディテクティブ、True Detective）は、小説家ニック・ピゾラット(S1-S3)および映画監督・脚本家・プロデューサーのイッサ・ロペス (S4)によって創作され、脚本が書き下ろされたアンソロジー・テレビドラマシリーズである。
2014年からHBOチャンネルで放送されている。

## 概要
各シーズンはそれぞれ設定と登場人物が異なる。
シーズン1はルイジアナ州を舞台とし、ルイジアナ州警察殺人課の二人の刑事ラスト・コール（マシュー・マコノヒー）とマーティン・ハート（ウディ・ハレルソン）、そして二人の17年にわたる連続殺人事件の捜査を描く。
シーズン2 はロサンゼルス近郊の架空の街を舞台とし、犯罪に手を染める実業家（ヴィンス・ヴォーン）と、別々の組織に属する三人の警察官（コリン・ファレル、レイチェル・マクアダムス、テイラー・キッチュ）が、腐敗した市の幹部の殺人事件に巻き込まれる。
シーズン3はオザーク高原を舞台とし、二人の子供の失踪・殺人事件を捜査する二人の刑事（マハーシャラ・アリ、スティーヴン・ドーフ）を三つの時間線で描く。
シーズン4 (原題: True Detective: Night Country) はアラスカを舞台とし、8人の科学者の失踪事件を捜査する二人の警察官（ジョディ・フォスター、カーリー・レイス）を描く。
シーズン1は批評家から賞賛され、多くの賞にノミネートされ、受賞している。
シーズン1は2014年、シーズン2は2015年に放送された。シーズン3は2019年1月13日から放送された。シーズン4は2024年1月14日より放送された。

### 日本での公開
日本ではシーズン1-3がスター・チャンネルで独占放送され、シーズン4はU-NEXTで2024年4月26日より独占配信された。
シーズン1は『TRUE DETECTIVE/二人の刑事』として2014年に放送され、ホームメディアでは『TRUE DETECTIVE/トゥルー・ディテクティブ 〈ファースト・シーズン〉』と改題されている。
シーズン2は『TRUE DETECTIVE/ロサンゼルス』として2015年9月から放送され、ホームメディアでは『TRUE DETECTIVE/トゥルー・ディテクティブ 〈セカンド・シーズン〉』と改題されている。
シーズン3は2019年5月30日より『TRUE DETECTIVE/迷宮捜査』として放送され、ホームメディアでは『トゥルー・ディテクティブ 猟奇犯罪捜査』と改題されている。
シーズン4は2024年4月26日より『トゥルー・ディテクティブ ナイト・カントリー』として配信された。

## エピソード
| シーズン | シーズン | 話数 | 話数 | 放送期間      | 放送期間      |
| シーズン | シーズン | 話数 | 話数 | 初回放送      | 最終回放送    |
| -------- | -------- | ---- | ---- | ------------- | ------------- |
|          | 1        | 8    | 8    | 2014年1月12日 | 2014年3月9日  |
|          | 2        | 8    | 8    | 2015年6月21日 | 2015年8月9日  |
|          | 3        | 8    | 8    | 2019年1月13日 | 2019年2月24日 |
|          | 4        | 6    | 6    | 2024年1月14日 | 2024年2月18日 |

## シーズン1

### シーズン1のあらすじ
それぞれに警察を離れていたルイジアナ州警察殺人課の元刑事、ラスト・コール（マシュー・マコノヒー）とマーティ・ハート（ウディ・ハレルソン）は2012年、ハリケーン・リタの被害によって書類が失われたとの理由で、過去の捜査に関する聞き取りに呼び出される。二人は1995年にドーラ・ラングという女性の猟奇殺人事件を解決して有名となった後、2002年に仲違いをしてからの10年間、互いに音信不通だったという。個別の聞き取りのなかで、ラストとマーティは過去の捜査や刑事としての生き方を振り返るが、経緯が明らかになるにつれ、ドーラ殺人事件はまだ解決していないのではないかという疑惑が浮かび上がっていく。

### シーズン1のキャスト

#### シーズン1の主要キャスト
- ラスト・コール刑事 - マシュー・マコノヒー（森田順平）
- マーティ・ハート刑事 - ウディ・ハレルソン（谷昌樹）
- マギー・ハート - ミシェル・モナハン（衣鳩志野）： マーティの妻。
- メイナード・ギルバー刑事 - マイケル・ポッツ（英語版）（奈良徹）： 2012年にラストとマーティを聴取する。
- トマス・パパニア刑事 - トリー・キトルズ（英語版） （杉村憲司）： 2012年にギルバー刑事とともに、ラストとマーティを聴取する。

#### シーズン1のその他のキャスト
- ケン・ケサダ - ケヴィン・ダン（楠見尚己）
- ビリー・O・タトル師 - ジェイ・O・サンダース（木村雅史）
- リサ・トラグネッティ - アレクサンドラ・ダダリオ
- オードリー・ハート - マディソン・ウルフ（幼少期）／エリン・モリアーティ（青年期）
- メイシー・ハート - ミーガン・ウルフ（幼少期）／ブライトン・シャルビノ（青年期）
- スティーブ・ジェラシ - マイケル・ハーニー
- ボビー・ルッツ - Ｊ・Ｄ・エヴァーモア
- スピース司令官 - ドン・イェッソ
- ルロイ・ソルター - ポール・ベン＝ヴィクター
- チャーリー・ラング - ブラッド・カーター
- ベス - リリー・シモンズ
- ジョエル・テリオット - シェー・ウィガム
- ケリー夫人 - テス・ハーパー
- ジンジャー - ジョセフ・シコラ（髙階俊嗣）
- デロレス - キャロル・サットン（片岡富枝）
- ローリー・パーキンス - エリザベス・リーサー
- ドーラ・ケリー・ラング - アマンダ・ローズ・バッツ
- レジー・ルドゥー - チャールズ・ハルフォード
- ドゥウォール・ルドゥー - オラフル・ダッリ・オラフソン（中村浩太郎）
- エロール・チルドレス - グレン・フレシュラー（田中英樹）

### シーズン1のエピソード
| 通算話番 | 話番 | タイトル                             | 監督               | 脚本               | 合衆国放送日  | 合衆国視聴者数 (百万人) |
| --- | ---- | ------------------------------------ | ------------------ | ------------------ | ------------- | ----------------------- |
| 1 | 1    | "暗闇" "The Long Bright Dark"        | キャリー・フクナガ | ニック・ピゾラット | 2014年1月12日 | 2.33                    |
| 1995年1月3日、ルイジアナ州バーミリオン郡。州警察殺人課のマーティン（マーティ）・ハート（ウッディ・ハレルソン）とラスティン（ラスト）・コール（マシュー・マコノヒー）は、娼婦のドーラ・ラングの猟奇的殺人事件の捜査を担当することになる。被害者の遺体は鹿の角を頭に戴き、背中に渦巻のような謎のシンボルが描かれ、近くにケイジャンの鳥の罠のような枝細工が残されている。マーティとラストは近辺で聞き込みをするうち、マリー・フォンテノーという少女が5年前に行方不明になっていたことを知る。他にも「緑の耳のスパゲッティの怪物に追いかけられた」という訴えがあったことがわかるが、ドーラ・ラングの事件との関連性は見えてこない。マーティは妻のマギーにせかされてラストを夕食に招くが、酒を飲まないはずのラストはなぜか泥酔状態で現れる。捜査で二人がマリー・フォンテノーのおじの家を訪れると、納屋のなかでドーラ・ラングの事件現場にあったものと同じ枝細工が見つかる。 2012年、それぞれ警察を引退したマーティ・ハートとラスト・コールは、トマス・パパニア刑事（トリー・キトルズ）とメイナード・ギルバー刑事（マイケル・ポッツ）に個別に呼び出される。マーティとラストは2002年に仲たがいした後、互いにまったく口をきいていない。ドーラ・ラングと酷似した状況の殺人事件が最近にも起きていることがわかり、1995年に犯人を見つけたと言う二人の主張に反して、事件が解決していない可能性が浮かび上がる。 |      |                                      |                    |                    |               |                         |
| 2 | 2    | "幻覚" "Seeing Things"               | キャリー・フクナガ | ニック・ピゾラット | 2014年1月19日 | 1.67                    |
| 1995年、ラストはマーティが妻のマギー（ミシェル・モナハン）に隠れて浮気をしていることに気付き、二人の刑事の間には緊張が生じる。長年の麻薬服用によって、ラストはたびたび幻覚を目にする。州知事の従兄弟であり著名な説教師でもあるビリー・リー・タトル師（ジェイ・O・サンダース）は、ドーラ・ラング殺人事件を"反キリスト的"犯罪として処理するため、影響力を駆使して特別捜査班を作らせるが、ラストは反発する。マーティとラストの捜査は、家出した少女たちが娼婦として働く人里離れたトレイラー集落へとたどり着く。ドーラ・ラングの荷物のなかに日記が見つかるが、そこには"カルコサ"や"黄衣の王"（アンブローズ・ビアスの作品に出て来る名称）といった言葉が並んでいる。ドーラが通っていたという教会の焼け跡で、二人は鹿の角を頭に戴いた人間が描かれた壁画を見つける。 2012年、ラストは聴取のなかでマーティと組むまでのいきさつを語る。一人娘が交通事故で死亡して夫婦仲が破たんした後、子供に薬物を注射した薬物中毒者を射殺したことをきっかけに、規定を超える4年間もの長期にわたり麻薬犯罪の潜入捜査を続ける。最後には銃撃戦に巻き込まれて銃弾を受けて精神病院に入院し、退院後に殺人課への転属を願い出た結果、ルイジアナでマーティと組むことになったと言う。一方のマーティは現在、マギーとは離婚しているらしいことが匂わされる。 |      |                                      |                    |                    |               |                         |
| 3 | 3    | "密室" "The Locked Room"             | キャリー・フクナガ | ニック・ピゾラット | 2014年1月26日 | 1.93                    |
| 1995年、マーティとラストは焼け落ちた教会でかつて説教をしていた牧師の集会を訪れ、ドーラ・ラングが顔の下半分に傷のある背の高い男と教会に来ていたと聞く。タトル師の特別班に捜査を委任しろという上部からの圧力を受けながら、二人は捜査を続ける。マーティは愛人のリサ（アレクサンドラ・ダダリオ）が他の男と一緒に居るところに遭遇して激高し、泥酔状態でリサの家に上がり込んで相手の男に暴力を振るう。ラストは死亡者の資料を徹底的に調べるうち、事故死扱いされていたリアン・オリヴィエという女性の遺体の背中に、ドーラと同じ渦巻のようなシンボルが描かれている写真を見つける。二人はリアン・オリヴィエの父親と会い、彼女がボーイフレンドのレジナルド（レジー）・ルドゥー（チャールズ・ハルフォード）と姿をくらました後に遺体で見つかったことを聞く。リアン・オリヴィエが通っていたというタトルの経営する宗教学校の"道の光"アカデミーを訪れると、学校は既に閉鎖されている。ラストが芝を刈っているグラウンドキーパーに学校について尋ねている間に、警察本部から無線連絡があり、レジー・ルドゥーがドーラ・ラングの前夫のチャーリーと刑務所で同房であったことと、レジーが仮釈放されたまま行方不明になっていることがわかる。 2012年、パパニアとギルバーによる聴取は続き、マーティの偽善的な倫理観と、ラストのニヒルな世界観が明かされる。 |      |                                      |                    |                    |               |                         |
| 4 | 4    | "潜入" "Who Goes There"              | キャリー・フクナガ | ニック・ピゾラット | 2014年2月9日  | 1.99                    |
| 1995年、チャーリー・ラングは元妻ドーラのヌード写真を、同房だったルドゥーに見せたと言う。マーティは、チャーリーとレジー・ルドゥーの共通の知人である、タイロン・ウィームズという男の居場所を見つけ出す。タイロンは、麻薬製造の技術を持つレジーがメタンフェタミンを作って取引しているバイカー・ギャングの名前が「アイアン・クルセイダーズ」であることを漏らす。このアイアン・クルセイダーズとラストは、かつて潜入捜査のなかで接触していた。一方、マーティの振る舞いと態度に腹を立てたリサが、マギーに不倫を暴露したため、マギーは娘たち二人を連れて家を出る。マーティは捜査の合間にマギーが勤務する病院を訪ねるが、警備員たちと小競り合いになったところをラストに連れ出される。ラストは危篤の父親を訪ねるという嘘の名目で休暇を取り、ギャングの盛り場に潜入してアイアン・クルセイダーズとの再接触を試みる。ラストを“クラッシュ”の名で知るアイアン・クルセイダーズのジンジャー（ジョセフ・シコラ）は、黒人ギャング団からの現金強奪を手伝うなら、ラストを“コック”（麻薬製造者）に引き合わせてもいいと言う。黒人ギャング団との衝突でジンジャーの仲間が発砲したことをきっかけに、警官隊も巻き込む大混乱となるなか、ラストはジンジャーを殴って捕えると、待機していたマーティの車で脱出する。 2012年、マーティとラストは、ラストの説明に懐疑的なパパニアとギルバーに対して、ラストが病気の父親のために休暇を取ったという嘘をつらぬき通す。 |      |                                      |                    |                    |               |                         |
| 5 | 5    | "疑惑" "The Secret Fate of All Life" | キャリー・フクナガ | ニック・ピゾラット | 2014年2月16日 | 2.25                    |
| 1995年、ラストはジンジャーとともに、レジー・ルドゥーの従兄弟のドゥウォールとバーで待ち合わせる。ドゥウォールは怪訝そうな様子で取引を断り、ラストを恫喝して去っていくが、その後をマーティが尾行し、ついに沼地の中の麻薬製造拠点を突き止める。家のなかを半裸で歩いていたレジーを見つけて拘束すると、レジーはラストに向かってカルコサや時間についての謎めいた話をする。マーティは納屋のなかで虐待の跡が生々しい二人の子供を見つけ、怒りのあまりレジーを射殺する。それを見たドゥウォールが逃げようとするが、自らが仕掛けたブービー・トラップによって爆死する。二人の刑事はライフルでの銃撃があったかのように現場を細工し、警察の調査委員会でも嘘の証言をする。二人は子供たちを救い出した英雄として、賞賛とともに昇進する。 2002年、マーティとマギーはよりを戻し、ラストはマギーに紹介された女医のローリーと付き合い始めている。ある尋問中、ラストに誘導されて罪を認めかけた容疑者が、ラストを挑発するように司法取引を持ちかける。ドーラ・ラングの殺人犯はまだ自由の身で殺人を続けており、その情報を教えると言う。動揺したラストが容疑者を殴ったために尋問は中止となるが、翌日にラストとマーティが同じ拘置所を訪れると、すでに容疑者は自殺した後だった。コールは"道の光"アカデミーの跡地を再び訪れ、廃墟となった建物のなかで鳥の罠のような枝細工を見つける。 2012年、パパニアとギルバーはマーティに、ラストがあまりに円滑にドーラ・ラング事件の手掛かりや容疑者を見つけられたのは、ラスト自身が連続殺人事件に関わっているからではないかと言う。タトル師は2010年に謎めいた死を遂げている。また、最近起こったドーラ・ラング事件に酷似した殺人事件の現場近くでは、ラストの姿が目撃されていた。パパニアとギルバーがラストに対する疑いを口にすると、ラストは聴取を拒否してその場を立ち去る。       |      |                                      |                    |                    |               |                         |
| 6 | 6    | "執念" "Haunted Houses"              | キャリー・フクナガ | ニック・ピゾラット | 2014年2月23日 | 2.64                    |
| 2002年、ラストは複数の行方不明者がタトル師の運営する学校に関係していると考え、独自に捜査を進める。かつてタトル師の宗派にいた元牧師を訪ねあてると、自分が告発した子供の虐待事件が隠蔽され、牧師を辞めたのだと言われる。レジー・ルドゥーらに誘拐されていた子供の一人は、現在も緊張病のため施設に入れられており、ラストの問いかけに3人目の犯人は顔に傷のある大男だと答え、恐怖のあまり発作を起こして叫び出す。ラストがタトルのもとを訪れて疑いを匂わせると、ラストは警察の上部から捜査を止めさせられ、謹慎処分となる。穏やかな家庭生活に退屈気味のマーティは、ラング事件の捜査で面識のあった元娼婦のベス（リリー・シモンズ）と偶然再会し、関係を持ち始める。妻のマギーはマーティの不貞に気づいて苦しんだ挙句、マーティと別れる口実づくりのために酔ったラストを誘惑しセックスをする。そのことをマギーがマーティに話したことから、激高したマーティがラストに襲いかかり、その直後にラストは警察を辞職する。 2012年、パパニアとギルバーはマギーを聴取するが、マギーは二人の刑事の誘導にのらない。マーティはラストが疑われていることを聞かされると、聴取の場から立ち去る。警察署を後にしたマーティの車を追いかけるようにラストの車が現れ、二人は10年ぶりに話をすることになる。 |      |                                      |                    |                    |               |                         |
| 7 | 7    | "連鎖" "After You've Gone"           | キャリー・フクナガ | ニック・ピゾラット | 2014年3月2日  | 2.34                    |
| 2012年、ラストはマーティに、地域ぐるみのカルト組織が複数の女性や子供の失踪に関わっていると主張するが、マーティは信じようとしない。ラストはマーティを、自分が事件の資料と証拠を集めた貸倉庫へと連れて行く。そこでマーティは、ラストがタトル師の自宅から盗み出した、マリー・フォンテノーの強姦殺人を撮影したビデオテープを見せられる。ラストは自分がタトル師を殺したわけではないと言い、脅迫を恐れた誰かが殺したのだろうと説明する。マーティは捜査に協力することに同意する。二人が調査を始めると、タトル師にはチルドレスという姓の腹違いの私生児の兄弟がおり、その息子は顔に傷があったことがわかる。また、かつて二人の同僚であり現在は保安官となったスティーヴ・ジェラシが、当時の上司でバーミリオン郡の保安官だったテッド・チルドレスの指示により、マリー・フォンテノーの捜査を中断していたこともわかる。マーティとラストは、ジェラシを管轄域外におびき出して当時の経緯を聞き出そうとする。パパニアとギルバーはラストとマーティが発見した焼け落ちた教会を探して道に迷い、芝生を刈っているグラウンドキーパーに道を尋ねる。グラウンドキーパーは1995年にラストが"道の光"アカデミーで会った人物であり、パパニアとギルバーが車で走り去ったあと、その顔の下半分が傷に覆われているのが見える。 |      |                                      |                    |                    |               |                         |
| 8 | 8    | "暁光" "Form and Void"               | キャリー・フクナガ | ニック・ピゾラット | 2014年3月9日  | 3.52                    |
| 2012年、顔に傷のある大男が荒れ果てた大きな家に女と住んでおり、二人は歪んだ性的関係を持っている。その男は学校でペンキを塗りながら、校庭で遊ぶ子供たちを観察している。マーティとラストは、フォンテノーの強姦殺人のビデオテープをジェラシに見せ、当時の経緯を聞き出す。マーティは過去の捜査で撮影した写真を見比べるうち、"緑の耳のスパゲッティの怪物"はドーラ・ラングの近所の家に塗られた緑のペンキから来てるのではないかと思い当たる。二人は写真に写っていた緑色の家のペンキ塗装の仕事をたどり、ウィリアム・チルドレスの店が請け負い、顔に傷のある男が塗装していたことを突き止める。二人がウィリアムの家を訪ねると、ラストはその家が事件の現場であることを確信し、マーティにパパニアへ連絡するよう促すが、電波が通じず電話が掛けられない。マーティがドアを叩くと女が出て、電話はなくウィリアムもいないと言う。ドアの隙間から犬が飛び出していった方向へラストが向かうと、顔に傷のあるエロール・チルドレスを見つける。ラストは逃げるエロールの後を追い、エロールが"カルコサ"と呼ぶ木のトンネルの中へと進む。トンネルの先でラストは黄衣をまとった偶像を見つけ、宇宙の渦の幻覚を見たところで、襲ってきたエロールに腹を深く刺される。マーティは女を縛り上げてからラストの後を追う途中、小屋のなかに腐敗したウィリアムの死体を見つける。マーティとラストは重傷を負いながら、協力してエロールを射殺し、パパニアとギルバーが警官隊と共にウィリアムの家に到着する。マーティとラストが病院で療養する間、パパニアとギルバーはエロールをドーラ・ラングを含む連続失踪殺人事件の犯人と判断するが、タトル家は訴追を逃れる。マギーと娘たちが見舞いに訪れると、マーティは涙を流す。ラストはマーティに、重傷を負った時に死んだ父と娘の存在を感じたと語る。二人の刑事は、光と闇の宇宙的な戦いに想いをはせる。 |      |                                      |                    |                    |               |                         |

## シーズン2

### シーズン2のあらすじ
カリフォルニア・ハイウェイパトロールの警官ポール・ウッドルー（テイラー・キッチュ）が道路脇でヴィンチ市幹部の死体を発見し、ヴィンチ署のレイ・ヴェルコロ刑事（コリン・ファレル）とヴェンチュラ郡保安官事務所のアンティゴネ刑事（レイチェル・マクアダムス）が加わって、州、郡、市の3つの警察組織による合同捜査が行われ、市を巡る巨大な腐敗と過去の因縁が浮かび上がる。そこにヴェルコロの旧知の犯罪者で実業家のフランク・セミョン（ヴィンス・ヴォーン）が絡む。

### シーズン2のキャスト

#### シーズン2の主要キャスト
- レイ・ヴェルコロ刑事 - コリン・ファレル（花輪英司）： ヴィンチ署。
- フランク・セミヨン - ヴィンス・ヴォーン（青山穣）： 犯罪者で実業家。
- アンティゴネ “アニ”・ベゼリデス刑事 - レイチェル・マクアダムス（佐古真弓）： ヴェンチュラ郡保安官事務所犯罪捜査課。
- ポール・ウッドルー警官 - テイラー・キッチュ（伊藤健太郎）： カリフォルニア・ハイウェイパトロール。
- ジョーダン・セミョン - ケリー・ライリー（日野由利加）： フランクの妻。

#### シーズン2のその他のキャスト
- オースティン・チェサーニ - リチー・コスター（英語版）： ヴィンチ市長。
- ベティー・チェサーニ - エミリー・リオス（英語版）： オースティンの娘。
- トニー・チェサーニ - ヴィンシアス・マチャド（英語版）： オースティンの息子。
- ホロウェイ - アフェモ・オミラミ（英語版）（中村浩太郎）： ヴィンチ警察署長。
- ケヴィン・ブリス - ジェームズ・フレイン： ヴィンチ署刑事。
- ティーグ・ディクソン - W・アール・ブラウン（英語版）（駒谷昌男）： ヴィンチ署刑事。
- エルヴィス・イリンカ - マイケル・アービー： ヴェンチュラ郡保安官事務所刑事。
- スティーヴ・マーシアー - ライリー・スミス（英語版）： ヴェンチュラ郡保安官代理。
- キャサリン・デイヴィス - マイケル・ハイアット（英語版）： カリフォルニア州検事。
- リチャード・ゲルドフ - C・S・リー： カリフォルニア州司法長官。
- アテナ・ベゼリデス - レヴェン・ランビン： アニの姉妹。
- エリオット・ベゼリデス - デヴィッド・モース（小島敏彦）： アニの父。
- ジーナ・ブルーン - アビゲイル・スペンサー： ヴェルコロの前妻。
- リチャード・ブルーン - クリスチャン・キャンベル（英語版）： ジーナの夫。
- シンシア・ウッドルー - ロリータ・ダヴィドヴィッチ： ポールの母。
- エミリー - アドリア・アルホナ： ポールのガールフレンド。
- ミゲル - ガブリエル・ルナ： ポールの戦友。
- フェリシア - ヤラ・マルティネス（英語版）： バーテンダー。
- ブレイク・チャーチマン - Christopher James Baker： セミョンの手下。
- スタン - ロニー・ジーン・ブレヴィンス（英語版）： セミョンの手下。
- ネイルズ - クリス・カーソン： セミョンの手下。
- ジェイコブ・マッカンドルス - ジョン・リンドストロム（英語版）： 実業家。
- オシップ・アグラノフ - ティモシー・マーフィー（英語版）： ロシアマフィアのボス。
- アーヴィング・ピトラー - リック・スプリングフィールド： 精神科医。
- レイシー・リンデル - アシュリー・ヒンショウ： ウッドルーに交通違反で摘発される女。
- エディ・ヴェルコロ - フレッド・ウォード（浦山迅）

### シーズン2のエピソード
| 通算話番 | 話番 | タイトル                              | 監督                             | 脚本                              | 合衆国放送日  | 合衆国視聴者数 (百万人) |
| --- | ---- | ------------------------------------- | -------------------------------- | --------------------------------- | ------------- | ----------------------- |
| 9 | 1    | "招集" "The Western Book of the Dead" | ジャスティン・リン               | ニック・ピゾラット                | 2015年6月21日 | 3.17                    |
| カリフォルニアの架空の工業都市ヴィンチで、市政代行官のキャスパーが鉄道建設計画を発表する直前に姿を消し、ビジネス・パートナーのフランク・セミヨンが代わりに発表する。ヴィンチ市警察の刑事レイ・ヴェルコロは、前妻ジーナとレイプ犯の子かもしれない息子の保護者になろうとする。フラッシュバックでレイはバーでフランクに会いジーナのレイプ犯の名前を聞く。現在のレイは荒れ、フランクの子分のような役割を負っている。ヴェンチュラ郡保安官事務所の刑事アンティゴネー(アニー)・ベゼリデスはポルノスタジオを捜索し、ポルノ女優になっている妹のアテナに会う。後に、アニーは行方不明の女性ヴェラを捜索して、自分の父親が運営する宗教カルトに行きあたる。州のハイウェイ・パトロールの警官ポール・ウッドルーは、速度違反を逃れようとした女性リンデルに誘惑されるが拒否する。リンデルは後に性的関係を迫ったとしてポールを訴え、ポールは休暇を取らされる。ポールはガールフレンドに会い、密かにバイアグラを服用する。深夜ポールはライトを点灯せずに危険な速度を出してバイクを走らせ、目を焼かれたキャスパーの死体をベンチの上で見つける。レイとアニーは現場でポールに出会う。 |      |                                       |                                  |                                   |               |                         |
| 10 | 2    | "暗鬼" "Night Finds You"              | ジャスティン・リン               | ニック・ピゾラット                | 2015年6月28日 | 3.05                    |
| フランクは、キャスパーに渡した500万ドルが使いこまれていることを知り、破産の危機におかれる。憤慨したフランクは自分でキャスパーの殺人事件を調べることにする。州司法長官のゲルドフと州検事のデイヴィスはヴィンチの疑獄事件との関係を疑い、セックス・スキャンダルをもみ消す代わりにポールをキャスパー殺人事件の特別捜査官とする。アニーは上司からレイが腐敗していると聞く。レイはヴィンチのチェサーニ市長と上司から、捜査をねじ曲げるよう依頼される。キャスパーは拷問され、性器をショットガンで吹き飛ばされていたことが解剖で分かる。レイは息子と会おうとするが、前妻ジーナに手ひどく追い返される。ポールは母親と会った後、ガールフレンドと喧嘩になる。アニーはレイに、どこまで腐敗しているのか尋ねるが答えてもらえない。フランクはキャスパーのもうひとつの家のことを売春婦から聞き出し、バーでレイに会って教える。レイがその家を捜索すると、鴉の仮面をした人物がショットガンでレイの腹を撃つ。 |      |                                       |                                  |                                   |               |                         |
| 11 | 3    | "明日" "Maybe Tomorrow"               | ジェイナス・メッツ・ピーダーセン | ニック・ピゾラット                | 2015年7月5日  | 2.62                    |
| レイは男とバーにいる夢を見るが、後に父だとわかる。レイの父は、森から走って逃げて撃たれる幻視を語り、レイは自分の体の傷に気付く。レイは目覚め、散弾を撃たれたが致命傷ではないことがわかる。レイは自分と同じくアル中の父親が眠れるよう大麻を届ける。フランクはプレッシャーを感じて不能となり、妻のジョーダンはオーラル・セックスで体外受精をしようとするが、フランクは不自然だと思う。アニーとポールはチェサーニ市長の家に行き、キャスパーの関係を探ろうとする。二人はチェサーニの家で酔った若妻、陰気な娘、そして問題児の息子に会うが、怒ったチェサーニは二人を解雇すると脅す。フランクは既に借金を返してもらった昔の建設業のパートナーと会い、新たな便宜の見返りに資金を要求する。フランクはオシップに会い、司法取引で保釈になりそうだと聞く。フランクの手下のブレイクが、スタンが殺されたと言う。ポールはかつて男色関係にあった戦友に会うが、拒絶して突き飛ばす。後にポールはゲイのエスコートサービスを使ってダニー・サントスのクラブに潜入し、フランクに出会う。フランクはサントスらに、誰が仲間を殺しているのか調べろと言う。だがサントスはフランクへの敬意を失い、出て行けと言う。フランクはサントスを殴り倒し、金歯をペンチで抜く。アニーとレイが彼の家で酒を飲んでいる時、前妻のジーナがやって来て、州警察が彼を収賄と自分のレイプ犯を襲った件で捜査中だと言う。アニーはこれを立ち聞きする。ジーナはレイに1万ドルを渡して親権裁判をやめさせようとするが拒否される。アニーは、キャスパーを運んだ車が映画セットから盗まれた車と同じであることを知る。二人が車泥棒の前歴のある少年を尋問している時、仮面をした男が角の向こう側でキャスパーの遺体を運んだ車に火をつける。二人は男を追うが、アニーはトラックに轢かれそうになり、レイに救われる。アニーはレイに感謝するが、レイは州警察が自分の何をつかんでいるのか教えろと言う。アニーは知らないと答える。 |      |                                       |                                  |                                   |               |                         |
| 12 | 4    | "惨劇" "Down Will Come"               | ジェレミー・ポデスワ             | ニック・ピゾラット & Scott Lasser | 2015年7月12日 | 2.36                    |
| フランクはクラブ経営と裏稼業に戻る。州によるヴィンチ市の捜査はただの脅しだとレイはアニーに言う。二人はチェサーニ市長の娘を取り調べ、アニーの父のコミューンを尋ねてチェサーニとキャスパーと精神科医のピトラーが数十年前から知り合いであったこと、キャスパーが重金属で汚染された土地を何度も訪れていたことを知る。アニーはおそらくはチェサーニの差し金で同僚にセクハラで訴えられて停職となるが特別捜査チームには残る。ポールは目覚め、自分が戦友と寝たことを知る。狼狽したポールは立ち去るが、イラクで民間軍事会社で働いていたことを尋ねるリポーターたちに追われる。ポールはガールフレンドから妊娠を伝えられ、プロポーズする。ポールは捜査に戻り、ディクソン刑事と共にキャスパーの時計を質屋に売った売春婦イリーナを調べる。レイはフランクにイリーナのことを漏らす。レイ、アニー、ポールはイリーナの愛人のアマリラの隠れ家に武装警官隊を率いて踏み込むが待ち伏せされてディクソンも殺され、メタンフェタミンの工場であるとわかる。アマリラは逃げる途中、バスに車をぶつけ、鉄道計画に反対するデモ隊に発砲して銃撃戦となる。3人は一般人と警官の死傷者の規模におののく。 |      |                                       |                                  |                                   |               |                         |
| 13 | 5    | "転機" "Other Lives"                  | ジョン・クローリー               | ニック・ピゾラット                | 2015年7月19日 | 2.42                    |
| 銃撃戦の2ヶ月後、州司法長官ゲルドフはアマリラがキャスパー殺人事件の犯人であると断じて捜査は終結する。レイはヴィンチ警察を辞めてフランクの警備の仕事に就き、息子の親権をめぐり前妻とその夫を相手に争っている。アニーは証拠保管室に左遷されてセクハラ・セミナーを受けさせられ、勤務時間外にヴェラの失踪を捜査している。ポールは刑事に昇進し保険詐欺を捜査するがリンデルのゆすりにあう。フランクは、鉄道用地を所有する会社カタラストの経営者のマッカンドルスに会い、廃棄物処理会社を売却した相手が疑わしい状況で死んだと伝える。 意図的に鉄道用地を汚染して価値を下げたのではないかとフランクは脅す。マッカンドルスは、レイが撃たれた夜にキャスパーの家から盗まれたハードディスクを取り戻せば鉄道計画に絡ませてやると言う。フランクはレイにブレイクを尾行させる。レイは、ブレイクとチェサーニ市長がピトラーのクリニックから3人の女をロシア・マフィアのオシップのところに連れていくのを目撃する。一方、アニーはヴェラとキャスパーの貸金庫にあったダイヤモンドの関係を知る。州検事のデイヴィスはキャスパー殺人事件の捜査を再開し、レイ、アニー、ポールをチームに戻す。デイヴィスは、ゲルドフがチェサーニと共謀し、腐敗をキャスパーだけに押しつけ、州知事選の資金を得たのではないかと疑う。レイは迷うが、デイヴィスが親権を得る手伝いをすると言うため承知する。デイヴィスはまた、レイの前妻ジーナのレイプ犯が六週間前に逮捕されたと教える。レイはジーナに確認し、フランクが何年も前にくれた手掛かりは自分を堕落させるためのでっち上げであったと知る。ポールはダイヤモンドを追い、ディクソンが以前にダイヤモンドを追いながらその事を隠していたことを知り、ヴィンチ警察がディクソンを使って捜査を誘導していたことがわかる。レイはピトラーを痛めつけて、ピトラーとチェサーニが重要人物にパーティーで売春婦を世話し、二人がそのネタでマッカンドルスのような重要人物を脅迫していた事を聞き出す。アニーはアテナを通してパーティーに潜り込もうとする。アニーとポールはヴェラが最後にいた廃屋に行く。裏の森の中の小屋で、血痕と拷問に使われた椅子を見つける。新居でフランクとジョーダンが仕事や不妊のことを話すところにレイが現れ、二人で話し合う必要があると言う。 |      |                                       |                                  |                                   |               |                         |
| 14 | 6    | "幻影" "Church in Ruins"              | ミゲル・サポチニク               | ニック・ピゾラット                | 2015年7月26日 | 2.34                    |
| レイとフランクは、テーブルの下で銃を構えながら、レイの妻のレイプ犯についての誤った情報をフランクがレイに伝えたことについて話す。フランクは正しい情報だと信じていたと誓う。フランクが意図的に自分を騙したのではないと納得したレイは、刑務所でレイプ犯に会い、殺すと脅す。レイは息子と面会した後コカインと酒に溺れ、前妻ジーナに電話し、息子に実の父親を明かさないと言う条件で親権の要求を取り下げる。フランクはスタンの未亡人と息子に会って慰めながら犯人の心当たりを聞き、ブレイクの名を聞き出す。ポールは消えたダイヤモンドを追い、孤児を二人もたらした1992年の暴動の最中に強盗殺人で盗まれ、行方不明となった宝石の一部であることを知る。フランクはイリーナを探し、メキシコ人のカルテルにフランクのクラブでドラッグをさばかせる条件でイリーナと会わせてもらう取引をする。イリーナはフランクに電話をよこし、警官からキャスパーの家にあったものをもらったと言う。フランクはイリーナに会って写真を見せ、その警官を突き止めようとするが、イリーナは警察と関わったため、既にメキシコ人に殺されている。数で圧倒されたフランクは取引せざるを得ない。アニーは姉妹のアテナになり済ましてエリートのパーティーに潜入する。電話も武器も許されず、ポールとレイに援護を頼らざるを得ない。パーティーでアニーは麻薬を投与され、他の女たちとバスに乗せられて会場に連れて行かれる。セックスパーティーでゲルドフを見かけ、子供時代に性的悪戯をされた男の幻に悩まされる。ポールとレイはパーティー会場に忍び込み、マッカンドルスとオシップの会話を聞き、鉄道計画でのオシップの投資がフランクよりはるかに高利益であると聞く。ポールはマッカンドルスのオフィスから書類を盗む。アニーはパーティーでヴェラを見つけて連れ出そうとし、見とがめた警備員を殺す。ポールが2人を見つけてレイの車に連れていく。4人は車で脱出し、ポールは契約書を見て事件の大きさを理解する。 |      |                                       |                                  |                                   |               |                         |
| 15 | 7    | "暗渠" "Black Maps and Motel Rooms"   | ダン・アティアス                 | ニック・ピゾラット                | 2015年8月2日  | 2.18                    |
| モーテルの部屋にアニーとヴェラを連れて来た後、レイとポールは書類を調べ、キャスパーの死後、鉄道用地がオシップとチェサーニに譲渡されたことを知る。何者かがポールと男性との親密な写真を送って来て脅す。翌朝、ポールとアニーは家族を安全な場所に移し、ヴェラを姉に引き渡し、レイはフランクに状況を報告する。レイが証拠をデイヴィスに見せようとすると、デイヴィスは車の中で射殺されている。ポールは、アニーがパーティーで警備員を殺したと疑われ、レイがデイヴィスの殺人容疑者であることを知る。フランクはブレイクと対決し、ブレイクはオシップがチェサーニ市長の息子のトニーと組んでフランクを締め出そうとしていたと言う。スタンを殺してキャスパーの殺人と関係がありそうに見せかけたとブレイクは白状する。フランクはブレイクを殺し、ジョーダンを街から出す。3人の警察官はキャスパーの殺人の筋立てをする。腐敗した警察官のホロウェイ、ブリス、ディクソンとキャスパーが1992年の暴動の間にダイヤモンドを盗み、その際孤児となったローラが秘書としてキャスパーに接近して殺し、そしてダイヤモンドの発見からアマリラとの銃撃戦までがヴィンチ警察によって仕組まれていたと考える。フランクはオシップに近づき、カジノの雇われ経営者としての地位を受け入れるが、現金を持ち出してカジノに放火し、オシップに損害を与える。ポールはホロウェイと会い、パーティーから盗んだ書類を渡すよう求められる。ポールは逃げてマッカンドルスの雇う警備員と銃撃戦になり、ブリスに撃たれて死ぬ。レイとアニーはベッドを共にする。 |      |                                       |                                  |                                   |               |                         |
| 16 | 8    | "終着" "Omega Station"                | ジョン・クローリー               | ニック・ピゾラット                | 2015年8月9日  | 2.73                    |
| セックスの後、レイとアニーは互いのトラウマを語り合う。アニーは子供の頃に性的悪戯を受け、レイは妻のレイプ犯と間違えた男を殺していた。フランクはジョーダンを説得して手下のネイルズと共にベネズエラに行かせ、2週間後に合流すると話す。フランクがチェサーニ市長の屋敷に行くと、すでにチェサーニは殺されており、妻のヴェロニカは息子のトニーが殺したと匂わす。レイとアニーはポールが死んだことを知り、事件に決着をつけようと決意する。二人は車が盗まれた映画セットの撮影技師のレニーと、キャスパーの秘書のローラが兄妹であると知る。レニーの家に行くと、ローラは暖炉に手錠で繋がれ、レイを撃った男が被っていた鴉の仮面がある。ローラは、レニーがキャスパーを殺し、ホロウェイを駅で殺すつもりであると認める。アニーはローラをシアトル行きのバスに乗せ、レイは駅でレニーを捕まえてホロウェイを罠にかけるよう説得する。レイは背後にレニーを隠し、ホロウェイとダイヤモンドの件で話をする。ホロウェイは、ローラがキャスパーの私生児であり、ローラの母親は殺された時キャスパーの二人目の子供を身ごもっていたと言う。レニーはこれを聞いて激怒してホロウェイを襲い、レイ、アニー、ブリス、レニーの間に銃撃戦が始まる。ホロウェイはレニーを撃ち、鉄道警察が二人を撃つ。レイとアニーはバーの地下室でフランクに会い、レイはベネズエラへ向かうようアニーを説得し、自分はフランクと共に復讐を図る。二人は山荘を襲ってマッカンドルスとオシップを殺し多額の現金を手にする。別れた後、二人はそれぞれ待ち伏せにあう。レイは息子の学校に寄り、車に発信器をつけられたことに気づくがあえて取り外さない。フランクは放火したカジノに投資していたカルテルにつかまり砂漠に連れて行かれる。フランクはカルテルに金を払うが、ポケットに全財産のダイヤモンドが入った上着は渡そうとしない。フランクは刺され、街に向かって歩く途中で幻を見て死ぬ。レイはヴィンチ警察に追われ、電話で息子に別れを告げた後、森で警察に立ち向かう。レイはブリスと狙撃チームに打たれて死に、第3話で見た父の夢を繰り返す。エピローグで、トニー・チェサーニはヴィンチ市長、ゲルドフは州知事となり、鉄道計画は進行する。レイは警官殺しの烙印を押され、前妻ジーナはレイが99.9%の確率で息子の父親であると知り、新規に建設されたハイウェイはポール・ウッドルーの名前を付けられる。ベネズエラでアニーはレイの子を産み、ジョーダンと暮らしている。アニーはジャーナリストに会い、キャスパー事件のファイルを含むすべての犯罪の証拠を渡し、ヴィンチの腐敗との戦いを託す。アニー、ジョーダン、ネイルズは人ごみの中に消える。 |      |                                       |                                  |                                   |               |                         |

## シーズン3

### シーズン3のあらすじ
シーズン3は1980年、1990年、2015年の三つの時代で1980年に起きた子どもの失踪殺人事件を捜査するウェイン・ヘイズを主人公とする。1980年、人種差別の色濃く残るオザーク高原で、ヘイズ刑事は相棒のローランド・ウェスト刑事とともに男女二人の子供の失踪事件を追う。やがて一人の死体が発見され、容疑者をヘイズが射殺して事件は幕引きとなる。1990年、二人の子の教師でヘイズの妻となったアメリアは事件についての本を書く。行方不明であった女の子ジュリーの指紋が強盗現場で発見されて捜査が再開される。ジュリーの両親は殺される。ヘイズとウェストは、ジュリーの母を殺したと疑う元警官を尋問中に殺してしまい、死体を埋める。2015年、引退し記憶障害に苦しむヘイズは、事件を調べるTVディレクターの取材を受けて事件を再び調べ始める。ディレクターは二人の子が有力者によるペドフィリア犯罪の犠牲者であり、もみ消すために多くの関係者が殺されたと疑う。ヘイズはウェストと事件のカギを握る片目の黒人の男を探し出し、男の子の死は有力者の娘が関係した不慮の事故の結果であり、事件をもみ消すために多くの人が殺されたことを突き止める。

### シーズン3のキャスト

#### シーズン3の主要キャスト
- ウェイン・ヘイズ - マハーシャラ・アリ（山野井仁）： アーカンソー州警察の刑事。ベトナム帰還兵でLRRPに所属していた。
- ローランド・ウェスト - スティーヴン・ドーフ（佐藤せつじ）： アーカンソー州警察の刑事。ベトナム帰還兵。
- アメリア・リアードン - カルメン・イジョゴ（八十川真由野）： 行方不明になった子供たちの教師、のちにヘイズの妻。
- トム・パーセル - スクート・マクネイリー（田村真）： 二人の子供の父親。
- ヘンリー・ヘイズ - レイ・フィッシャー（関口雄吾）： ウェイン・ヘイズの息子で刑事。

#### シーズン3のその他のキャスト
- ルーシー・パーセル - メイミー・ガマー（永宝千晶）： トムの妻。
- レベッカ・ヘイズ - Deborah Ayorinde： ウェイン・ヘイズの娘。
- ジム・ドプキンス - ジョシュ・ホプキンス（白熊寛嗣）： アーカンソー州の弁護士。
- アラン・ジョーンズ - ジョン・テニー（森源次郎）： 地方検事。
- ジェラルド・キント - ブレット・カレン（水内清光）： 地方検事、のちにアーカンソー州司法長官。
- フレディ・バーンズ - リース・ウェイクフィールド（佐藤愁貴）： 10代の若者。
- ライアン・ピーターズ - Brandon Flynn： 10代の若者。
- ブレッド・ウッダード - マイケル・グレイアイズ（船木まひと）： 廃品回収業のネイティブ・アメリカン。ベトナム帰還兵。
- ダン・オブライエン - マイケル・グラジアデイ（中尾智）： ルーシーの従兄弟。
- イライザ・モンゴメリー - サラ・ガドン（長尾明希）： TV局のディレクター。
- ローリ - Jodi Balfour： ローランド・ウェストのパートナー。
- エドワード・ホイト - マイケル・ルーカー（側見民雄）： ルーシーが勤めていた食品会社の経営者。
- ジュニアス・ワッツ - スティーヴン・ウィリアムズ： 片目の男。

### シーズン3のエピソード
| 通算 話数 | シーズン 話数 | タイトル                                 | 監督                   | 脚本                              | 放送日                                      | U.S.視聴者数 (百万人) |
| --- | ------------- | ---------------------------------------- | ---------------------- | --------------------------------- | ------------------------------------------- | --------------------- |
| 17 | 1             | "追憶" "The Great War and Modern Memory" | ジェレミー・ソルニエ   | ニック・ピゾラット                | 2019年1月13日                               | 1.44                  |
| 1980年のオザーク高原、トム・パーセルの二人の子供-ウィルとジュリー-が帰宅せず、アーカンソー州警察の二人の刑事-ウェイン・ヘイズとローランド・ウェスト-が捜索する。ヘイズは複数の奇妙な藁人形を見つけ、導かれるようにウィルの死体を見つける。 1990年、オクラホマ州の強盗事件で検出された指紋がジュリーと一致し、ヘイズは査問を受ける。 2015年、捜査中に出会った元教師の妻アメリアを亡くし、老いて記憶障害の悪化したヘイズはテレビ局のインタビューを受ける。 |               |                                          |                        |                                   |                                             |                       |
| 18 | 2             | "痕跡" "Kiss Tomorrow Goodbye"           | ジェレミー・ソルニエ   | ニック・ピゾラット                | 2019年1月13日                               | 1.19                  |
| 1980年、ヘイズとウェストは容疑者である廃品回収業のウッダード、ルーシーの従兄弟のダンと話す。二人の子の教師のアメリアは藁人形をハロウィーンで見たと語る子供ロニー・ボイルを見つける。FBIが捜査に加わる。ヘイズとアメリアは互いに関心を持つ。警察はジュリーがハロウィーンで犯人と接触した可能性をテレビで公開する。ヘイズとウェストは容疑者のラグランジュを拷問する。ジュリーは生きているという手紙がパーセル家に届く。 1990年、ヘイズの妻となったアメリアは失踪事件に関する本を書く。 2015年、テレビ局のディレクターのイライザ・モンゴメリーはヘイズが人種差別的な扱いを受けたかどうかに興味を持つ。ヘイズの娘レベッカは父と疎遠になっている。 |               |                                          |                        |                                   |                                             |                       |
| 19 | 3             | "指紋" "The Big Never"                   | ダニエル・サックハイム | ニック・ピゾラット                | 2019年1月20日                               | 1.06                  |
| 1980年、ジュリーの捜索には賞金がかけられる。ヘイズとウェストは子供達が嘘をつき何者かと会っていたことを知り、パーセル家を再び捜索する。ヘイズは公園内でおもちゃの袋とウィルの殺人現場を見つける。白人たちはネイティブ・アメリカンのウッダードを怪しんで痛めつける。 1990年、警部補になっているウェストも査問を受け、その後トム・パーセルに会いに行く。トムは妻ルーシーを2年前に失ったことがわかる。アメリアは本の著者であることを利用してオクラホマの警察からジュリーの情報を得る。ウェストは捜査を離れていたヘイズに再会し、捜査への復帰を誘う。 2015年、イライザは失踪事件直後に近所で茶色のセダンが何度も目撃されたことを伝え、捜査の不備を疑う。ヘイズは事件現場や亡き妻の幻を見る。 |               |                                          |                        |                                   |                                             |                       |
| 20 | 4             | "確証" "The Hour and the Day"            | ニック・ピゾラット     | David Milch & ニック・ピゾラット  | 2019年1月27日                               | 1.45                  |
| 1980年、ヘイズとウェストは二人の子が通っていた教会の神父に会い、藁人形を作者の老婦人から買った片目の黒人を探す。ヘイズはアメリアと交際し始める。アメリアはルーシーを訪ねて慰めるが怒らせてしまう。放置された子供たちの自転車から、10代の若者フレディ・バーンズの指紋が見つかる。 1990年、ヘイズは捜査に復帰する。 2015年、ヘイズはパーセル事件の覚書を刑事である息子のヘンリーに渡し、ウェストを探すよう頼む。ヘイズはイライザに会いに行き、パーセル事件の情報の共有を申し出る。イライザは、容疑者であったルーシーの従兄弟のダン・オブライエンの遺骨が発見されたことを教える。ヘイズはベトコンの幻を見る。 |               |                                          |                        |                                   |                                             |                       |
| 21 | 5             | "再起" "If You Have Ghosts"              | ニック・ピゾラット     | ニック・ピゾラット                | 2019年2月1日(オンライン) 2019年2月3日(放送) | 0.88                  |
| 1980年、ウッダードは自宅を襲った白人たちと銃撃戦になって多数を殺し、駆け付けたウェストも負傷させ、ヘイズに銃殺される。二人の子供の誘拐殺害の罪はウッダードに着せられる。ヘイズはアメリアと結ばれる。 1990年、ジュリーは指名手配され、トムはテレビで娘に呼びかける。ヘイズとウェストは、かつての容疑者のフレディ・バーンズを訪ねる。ヘイズとアメリアは事件をめぐって言い争う。ヘイズはウッダードの家で見つかった子供のバックパックが、偽造された証拠であったことを知る。 2015年、ヘイズは不審な黒い車に見張られていることに気づく。ヘイズは25年ぶりに、孤独に暮らすウェストに会う。 |               |                                          |                        |                                   |                                             |                       |
| 22 | 6             | "閨房" "Hunters in the Dark"             | ダニエル・サックハイム | ニック・ピゾラット & Graham Gordy | 2019年2月10日                               | 1.25                  |
| 1980年、地方検事たちはウッダードを犯人として事件を決着させる。 1990年、ジュリーが警察に電話で連絡し、トムが再び疑われる。ヘイズとウェストは、ウッダードの家でジュリーのバックパックを発見した警官で、今はルーシーの元の勤務先のの経営者ホイトの会社で働く、ハリス・ジェームズに会いに行く。アメリアは、最近までジュリーがいた養育施設を探し当てる。ダン・オブライエンが賞金と引き換えに情報提供を申し出て、ジュリーは危険にさらされていると語る。釈放されたトムはダンを問い詰め、ジュリーがある男から金を受け取っていたと聞き出す。トムはジュリーがかつて滞在していたピンクの部屋を見つける。片目の黒人の男がアメリアを脅す。 2015年、イライザは1990年の再捜査の最中にハリス・ジェームズが失踪したことを持ち出す。 |               |                                          |                        |                                   |                                             |                       |
| 23 | 7             | "秘密" "The Final Country"               | ダニエル・サックハイム | ニック・ピゾラット                | 2019年2月17日                               | 1.32                  |
| 1990年、頭を打ち抜かれたトムの死体が遺書と共に見つかり、自殺として処理される。ヘイズはハリス・ジェームズがルーシーの死んだモーテルに電話をし、死亡日に現地に飛んでいたことを調べ上げる。 ヘイズとウェストはハリスを縛り上げて拷問する。逃げようとしたハリスをウェストが射殺して二人は死体を埋める。ヘイズは家で血の付いた服を燃やすところをアメリアに見られる。翌朝、エドワード・ホイトがヘイズに電話をかけてきて前夜の行動を知っていると脅し、車に乗せる。 2015年、イライザは政治家と実業家によるペドフィリア犯罪を調べていると明かし、ジュリーを探していた片目の黒人のワッツは彼らの手下であり、ルーシーやダンも知っていたと疑う。だがヘイズは口を閉ざす。ヘイズとウェストは、片目の黒人がホイトの娘のイザベルの世話をしていたと聞き出す。ウェストはヘイズの家の前に止まっていた黒い車のナンバーの写真を撮る。 |               |                                          |                        |                                   |                                             |                       |
| 24 | 8             | "墓標" "Now Am Found"                    | ダニエル・サックハイム | ニック・ピゾラット                | 2019年2月24日                               | 1.38                  |
| 1980年、パーセル事件の犯人がウッダードではないという新聞記事をアメリアが書き、ヘイズは記事を否定することを拒否して広報課に転任させられる。ヘイズはアメリアにプロポーズする。 1990年、ホイトはヘイズがジェームズを殺したことを知っていると言い、ジュリーを探さないよう脅す。アメリアは服を燃やしていた理由を問いただすがヘイズは沈黙する。ウェストは酒場でわざと喧嘩を買って暴れる。 2015年、ヘイズとウェストはホイト家に侵入し、かつて子供たちがいたピンクの部屋を見つける。二人は片目の男ワッツの家に行き、真相を聞き出す。ワッツがホイト家で面倒を見ていたイザベルは夫と娘を亡くした後で精神に変調をきたし、死んだ娘の代わりにジュリーと遊んでいたが、不慮の事故でウィルは死んだと聞かされる。ジェームズが事件をもみ消し、イザベルは精神安定剤をジュリーに与えて育てたが逃げられ、その後イザベルは自殺し、ジュリーも修道院でエイズにより病死したと聞かされる。ワッツは罰を求めるがヘイズとウェストは立ち去る。アメリアの幻に語りかけられたヘイズは、ジュリーが生きている可能性に思い当たり、修道院で会った男の家に行きジュリーと娘の幸せそうな姿を見る。ヘイズは疎遠だった娘のベッカと久しぶりに会い、そこにウェストが訪ねてくる。 |               |                                          |                        |                                   |                                             |                       |

## シーズン4
シーズン4はTrue Detective: Night Countryを原題とし、イッサ・ロペスがショーランナー、監督、脚本を担当した。

### シーズン4のあらすじ
アラスカ極地の町エニスを舞台とする。エニスは鉱山企業シルバースカイ社に経済を依存するも、先住民たちは環境汚染に抗議する。謎に包まれたツァラル北極研究所から8人の科学者が行方不明になる。うち7人は氷原の中で氷漬けで見つかり、ただ一人レイモンド・クラークだけが見つからない。6年前に、シルバースカイ社に対する抗議運動中に殺害された女性アニーの舌が、研究所で見つかる。アニーの事件に固執するあまり州警察に異動させられた先住民のエヴァンジェリン・ナヴァロと、エニス警察署長のリズ・ダンヴァースが事件の捜査を始める。リズの先住民の義理の娘リアは母親に反発し、シルバースカイ社への抗議運動に加わる。シルバースカイ社社主のケイト・マッキトリックは、リズの上司であるテッド・コネリーやリズの部下のハンク・プライア警部を使って捜査を妨害する。ハンクの息子で警官のピーターはリズに忠実に仕え、リズを殺そうとした父を殺す。クラークとアニーがかつて交際していたことが分かり、アニーの殺害現場はシルバースカイ社所有の洞窟であると疑われる。ダンヴァースとナヴァロは洞窟が研究所に繋がっていることを発見し、クラークを見つける。クラークは、研究所が鉱山に環境汚染を促すことで永久凍土を軟化させて地中の細菌を採掘しており、これを知ったアニーを科学者たちが殺したと語る。二人は、先住民の女性たちがアニーの復讐に科学者たちを拉致して氷原に置き去りにし、凍死するにまかせたことを知る。二人は追及を止め、ピーターは父の死体を始末して事件を隠蔽する。クラークも凍死するが、彼の環境汚染を語る動画が流出して鉱山は閉鎖される。

### シーズン4のキャスト

#### シーズン4の主要キャスト
- リズ・ダンヴァース : ジョディ・フォスター : エニス警察署長
- エヴァンジェリン・ナヴァロ : カーリー・レイス[注釈 2] : 州警察捜査官、先住民
- ローズ・アギノー : フィオナ・ショウ :エニスの町はずれに住む女性
- ピーター・プライア : フィン・ベネット（英語版） : エニス警察警官、ハンクの息子
- リア・ダンヴァース : イザベラ・スター・ラブラン（英語版） : リズの義理の先住民の娘
- ハンク・プライア : ジョン・ホークス : エニス警察警部、ピーターの父
- テッド・コネリー : クリストファー・エクルストン : アンカレッジの警察本部の警部、ダンヴァースの上司でボーイフレンド

#### シーズン4のその他のキャスト
- ケイト・マッキトリック : Dervla Kirwan : 鉱山を所有するシルバースカイ社所有者
- ケイラ・プライア : Anna Lambe : ピーターの先住民の妻
- ビー: L'xeis Diane Benson : 蟹工場の先住民の従業員
- ジュリア・ナヴァロ : Aka Niviâna : エヴァンジェリンの妹
- エディー・クアヴィク : Joel D. Montgrand : エヴァンジェリンのボーイフレンドで密造酒販売者
- レイモンド・クラーク : Owen McDonnell: ツァラル北極研究所の古微生物学者
- アニー・マスゥ・コウトク :  Nivi Pedersen : 6年前に殺された、反鉱山の活動家で先住民イヌピアットの助産婦
- トラヴィス・コール : Erling Eliasson : ローズの知己の死者

### シーズン4のエピソード
| 通算 話数 | シーズン 話数 | タイトル              | 監督           | 脚本                                                              | 放送日                                    | U.S.視聴者数 (百万人) |
| --- | ------------- | --------------------- | -------------- | ----------------------------------------------------------------- | ----------------------------------------- | --------------------- |
| 25 | 1             | "極夜" "Part 1"       | イッサ・ロペス | イッサ・ロペス                                                    | 2024年1月14日                             | 0.565                 |
| 極夜を迎えたアラスカの町エニスでツァラル北極研究所の8人の科学者が失踪し、女性の舌が残されている。管轄警察署長のリズ・ダンヴァースが捜査を始める。先住民で州警察捜査官のエヴァンジェリン・ナヴァロは、舌が、6年前に町の有力な雇用主であるシルバースカイ社の鉱山採掘に反対して何者かに刺殺され、舌を切り取られたイヌピアットの女性アニーのものだと信じる。事件はシルバースカイ社による脅しだと噂されるも未解決のままとなり、事件に固執したナヴァロは担当から外されて州警察に異動させられ、ダンヴァースとの間には確執がある。ダンヴァースは、失踪した学者の一人であるレイモンド・クラークとアニーとの関連を示す写真を見つけてツァラル研究所に行き、ナヴァロに出くわす。町はずれに住む女性ローズ・アギノーは死んだトラヴィスの幻影に導かれ、氷原の中で氷の中に埋められた科学者たちの死体を見つけて通報する。 |               |                       |                |                                                                   |                                           |                       |
| 26 | 2             | "印" "Part 2"         | イッサ・ロペス | イッサ・ロペス                                                    | 2024年1月21日                             | 0.678                 |
| 警官が科学者たちの死体を氷原から引き出そうとした時、死んでいなかったルンドの腕がもげて叫ぶ。ダンヴァースは、全裸の死体、畳まれた服、焼かれた目、自らつけた噛み傷、敗れた鼓膜、ルンドの額に書かれた螺旋など、死体の奇妙な状態に気づく。研究所が氷の中の古微生物を調査していたことを知る。アンカレッジの警察本部から上司でボーイフレンドのテッド・コネリーが来て事件を引き取ろうとするも、ダンヴァースは従わない。シルバースカイ社所有のアイスリンクで手順に従い時間をかけて死体を解凍する。ルンドの額の螺旋はアニーの刺青に類似し、レイモンド・クラークの胸にやはり同じ螺旋の刺青があったことが分かる。研究所に残された舌はアニーのものだったとわかり、ダンヴァースはナヴァロに捜査協力を申し出る。氷が解け始め、クラークの死体がないことが分かる。ダンヴァースのイヌピアットの娘リアは自らのルーツに目覚め、母に反発する。鉱山周辺では水の汚染が広がる。 |               |                       |                |                                                                   |                                           |                       |
| 27 | 3             | "発露" "Part 3"       | イッサ・ロペス | 原案:イッサ・ロペス 脚本: イッサ・ロペス and Alan Page Arriaga    | 2024年1月28日                             | 0.602                 |
| ルンドは片腕と両足切断の状態で病院に運ばれ、残りの6人の死体を解剖すべき科学捜査官たちは悪天候で来られない。ピーターの従兄弟の獣医が死体を調べ、犠牲者は殺されてから凍らされたと話す。ハンクは民間人を組織してクラークを捜索する。ダンヴァースとナヴァロは協力して捜査し、なぜクラークとアニーが交際を秘匿したのか訝る。二人の関係を知り、かつて研究所に勤めていたオリヴァー・タガクを探し出すも何も聞き出せない。ナヴァロの妹ジュリアが精神病の発作を起こす。しばし意識を取り戻したルンドは、「彼女が目覚めた」と謎めいた言葉を放つ。 |               |                       |                |                                                                   |                                           |                       |
| 28 | 4             | "クリスマス" "Part 4" | イッサ・ロペス | Namsi Khan and Chris Mundy and イッサ・ロペス                     | 2024年2月4日                              | 0.722                 |
| クリスマスイブに、ジュリアの病状は悪化して施設に収容されるも、抜け出して海で自殺する。クラークのトレーラーから発見されたアニーの携帯に残された動画には、町の近くにはない洞穴が写っている。コネリーがアンカレッジから来て6人の遺体を移送する。ピーターは、洞穴網の地図を作ったドイツ人のオーティス・ハイスが、6人の科学者と同様の外傷を負った記録を見つける。タガクは姿を消している。ダンヴァースとナヴァロはクラークを探して浚渫船に入り、ハイスを見つける。ハイスはクラークが「夜の国」（ナイト・カントリー）に行ったと話す。ナヴァロは繰り返し幻影を見る。ハンクが待っていたロシア人の花嫁はエニスに来ない。イブの日にまでダンヴァースにこき使われるピーターと妻との関係はきしみ始める。リアはシルバースカイ社の玄関に落書きをして拘束され、母に反発して家出する。 |               |                       |                |                                                                   |                                           |                       |
| 29 | 5             | "綻び" "Part 5"       | イッサ・ロペス | Katrina Albright & Wenonah Wilms and Chris Mundy & イッサ・ロペス | 2024年2月9日 (online) 2024年2月11日 (HBO) | 0.371                 |
| ナヴァロはジュリアを火葬にし灰を海に撒く。ピーターは妻に追い出される。ピーターはシルバースカイ社がツァラル研究所に出資していたことを調べる。螺旋は狩人の警告の印であるとわかる。リアはシルバースカイ社への抗議活動に参加して拘置される。コネリーは、科学者たちが凍死したとの検視結果をダンヴァースに押し付け、ウィーラー事件を持ち出して脅迫する。ダンヴァースは洞窟を調べようとするナヴァロの望みを一度は断る。シルバースカイ社主のケイト・マッキトリックは洞窟を隠蔽するため、ハンクに所長の席を約束してハイスの始末を求める。ハンクがピーターのPCを覗き見て、妻を殺害したウィーラーをダンヴァースとナヴァロが密かに殺した疑いを持ち、コネリーに話したことがわかる。ダンヴァースはハイスから、シルバースカイ社の敷地内の洞窟への入り方を聞き出す。ハンクがダンヴァースの家に来てハイスを殺し、さらにダンヴァースに銃を向けもピーターに殺される。ナヴァロがやってきて事件を隠蔽するようピーターに言い、ダンヴァースと共に洞窟に向かう。                                                                       |               |                       |                |                                                                   |                                           |                       |
| 30 | 6             | "氷穴" "Part 6"       | イッサ・ロペス | イッサ・ロペス                                                    | 2024年2月18日                             | 0.983                 |
| ダンヴァースとナヴァロは洞窟に入り、トンネルで研究所に繋がることを知り、そこでクラークを捕える。クラークは、研究所が鉱山に汚染を促すことで永久凍土を軟化させ、地中の古細菌を採掘していたが、アニーがこれを知り研究結果を破壊し、科学者たちが彼女を殺したと告白する。アニーの舌を切り取ったのは、環境保護運動家を脅すためのハンクの仕業と疑われる。研究所の電気が止まり、クラークは外に出て凍死する。死んだ息子の幻影を見たダンヴァースは氷が割れて水に落ちるも、ナヴァロに救われる。かつて起きたウィーラー事件では、妻を殺したウィーラーをダンヴァースの目の前でナヴァロが殺したものの、心中として処理したことが分かる。二人は先住民の女性たちを訪ね、アニーの復讐として科学者たちを氷原に追いやり凍死させたと告白される。二人はそれ以上の追及はせず、科学者たちの死は事故として処理される。ピーターはナヴァロの言う通り父の死体をローズのもとに運び、海に落として始末する。クラークの、鉱山による環境汚染を語った動画が流出して鉱山は閉鎖される。ハンクはハイスを殺した後で、事故で行方不明になったとされる。 |               |                       |                |                                                                   |                                           |                       |

## 受賞歴
シーズン1は第66回プライムタイム・エミー賞ではキャリー・フクナガが監督賞ドラマシリーズ部門を受賞し、さらにキャスティング賞ドラマシリーズ部門、メイクアップ賞シングルカメラ・シリーズ部門、撮影賞シングルカメラ・シリーズ部門、メインタイトルデザイン賞を受賞した。そのほかにも、作品賞ドラマ部門、マコノヒーとハレルソンがドラマ部門作品賞に、ピゾラットが脚本賞ドラマ部門に、美術監督賞現代/ファンタジーシリーズ部門（シングルカメラ）に、そして編集賞シングルカメラ・ドラマシリーズ部門にノミネートされた。また第72回ゴールデングローブ賞では、作品賞（ミニシリーズ・テレビ映画部門）、マコノヒーとハレルソンが男優賞（ミニシリーズ・テレビ映画部門）に、そしてモナハンが助演女優賞（シリーズ・ミニシリーズ・テレビ映画部門）にノミネートされた。